# Sébastien Chabal
Sébastien Chabal (Valence, 8 december 1977) is een Frans voormalig rugbyspeler die meestal speelde in de derde rij. Hij was van 2002 tot en met 2011 international in het Franse nationale team, waarvoor hij 62 wedstrijden speelde en dertig punten scoorde. Dankzij zijn harde tackles, zijn lange haar en zijn baard kreeg hij van zijn fans de bijnaam l'Homme des Cavernes ('de Holbewoner').

## Carrière
Chabal begon op, voor Franse begrippen, relatief late leeftijd met rugby. Op negenjarige leeftijd kwam hij er voor het eerst mee in aanraking maar dit werd geen succes: na twee maanden stopte hij weer. Op zestienjarige leeftijd kwam hij door twee vrienden opnieuw in aanraking met de sport bij de rugbyclub van Beauvallon, op enkele kilometers van zijn woonplaats. Deze keer bleef hij rugbyen, aangetrokken door de passie voor de sport en de kameraadschap ernaast. Na de eerste jaren bij Valence Sportif te hebben gespeeld stapte hij in 1998 over naar CS Bourgoin-Jallieu.
Spelend voor de Franse nationale ploeg sinds 2002 groeide hij uit tot een vedette tijdens het wereldkampioenschap rugby van 2007. Voor het Zeslandentoernooi van 2008 werd hij echter niet geselecteerd door bondscoach Marc Lièvremont wegens het verjongen van de selectie. Later werd hij toch weer opgeroepen. Hij maakte deel uit van de Franse ploeg die het zeslandentoernooi van 2010 won.
In mei 2011 werd bekend dat Chabal niet geselecteerd was voor de Franse nationale ploeg voor het wereldkampioenschap rugby van 2011 in Nieuw-Zeeland. Als reden werd door bondscoach Lièvremont wederom aangegeven dat hij een verjonging van de selectie wilde. Dit was in Frankrijk dermate belangrijk nieuws dat Chabal in de studio van televisiezender TF1 tijdens het journaal van acht uur rechtstreeks kwam reageren.

## Erelijst

### Met clubteams
CS Bourgoin-Jallieu
- Finalist European Challenge Cup in 1999
- Finalist Franse beker in 1999 en tweemaal in 2003

Sale Sharks
- European Challenge Cup: 2005
- Engels landskampioenschap: 2006
- Trophée des Champions (Orange Cup): 2006

### Met Frankrijk
- Zeslandentoernooi: 2007 en 2010